# Sonia McMahon
Sonia Rachel, Lady McMahon (de soltera Hopkins; 1 de agosto del 1932) – 2 de abril del 2010), fue una socialite y filántropa de origen australiano. Su esposo fue Sir William McMahon, quien se desempeñó como primer ministro de Australia de 1971 a 1972, y su hijo el actor Julian McMahon.

## Primeros años y educación
McMahon nació en Borambil en 86 Redmyre Road (Strathfield, Nueva Gales del Sur), fue la hija de Rachel May Lilla (de soltera Matchett) y William Edward Hopkins.  También fue la nieta del ganadero William G. Matchett quien fue uno de los hombres más ricos de Australia y cuyas propiedades fueron valoradas en £356,831 después de su muerte en 1932, año en el que McMahon nació.  Creció en Strathfield y luego en Killara, con sus padres y hermana Merelyn. Estudió en el Methodist Ladies' College, en Burwood y en Ravenswood School for Girls, en Gordon. Además entrenó en terapia ocupacional como adolescente.

## Carrera y matrimonio con William McMahon

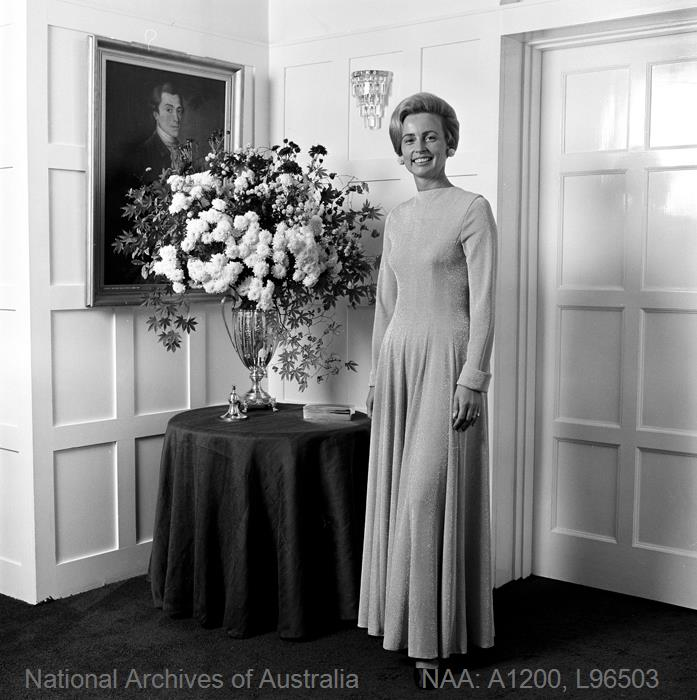
McMahon en The Lodge en 1971

Sonia Hopkins se desempeñó como terapeuta ocupácional hasta 1965 cuando se casó con William (más conocido como Billy) McMahon un político aspirante en el gobierno de Sir Robert Menzies. Ella tenía 32 años, mientras que William tenía 57, fue el único matrimonio que ambos tuvieron. En 1971 William McMahon se convirtió en primer ministro.
Más tarde ese mismo año, Sonia McMahon apareció en noticias mundiales después de ser fotografiada en la Casa Blanca usando un vestido revelador en la compañía de su esposo y el presidente Richard Nixon. El vestido blanco, largo presentaba aberturas transparentes en ambos lados.
El Washintgon Post describió el atuendo como una de las prendas de vestir, usadas en la Casa Blanca, de las que más se habló.  En años siguientes (entonces Lady McMahon) le dijo a su biógrafo que el vestido lo había escogido su esposo y que "realmente tuvo impacto".
Como la esposa del primer ministro de marzo de 1971 a diciembre de 1972, McMahon tuvo que emplear a una niñera para que cuidara de sus hijos en su casa de Sídney en el suburbio de Bellevue Hill, mientras vivía con su esposo en The Lodge, Camberra (la residencia oficial del primer ministro de Australia). En una entrevista con su biógrafo, McMahon dijo: "Fue una decisión difícil. Me encantaba estar con Bill y ser madre. Pero sabía que tenía que tomar una decisión y elegí estar con mi esposo."
William McMahon fue nombrado caballero en 1977 y Sonia ganó el título de Lady McMahon, aunque todavía se le llamaba como Sonia McMahon. Enviudó en 1988 y en los años siguientes prosiguió con sus actividades filantrópicas. Se convirtió en miembro de la junta directiva y patrocinadora de diferentes caridades, incluyendo: National Brain Foundation, Sydney Children's Hospital Foundation, Australian Cancer Research Foundation, Microsearch Foundation and Australia's Sudden Infant Death Syndrome association. 

## Muerte y legado
El 22 de febrero del 2009, McMahon fue llevada a St Vincent's Hospital, en Sídney, tras resbalarse y caerse por una escalera. Tenía varias costillas fracturadas, además de un pulmón perforado y varios huesos fracturados. Fue ingresada en la unidad de cuidados intensivos  en marzo del 2010 para drenar sus pulmones de fluidos.
McMahon murió a los 77 años de edad el 2 de abril del 2010 en el mismo hospital después de sufrir de cáncer.
Se le rindieron varios homenajes  por todo el país y en la escena política. Tony Abbott, líder de la oposición, dijo: "Aportó gracia y primor a nuestra vida nacional, Todos la extrañaremos. Nuestro más sentido pésame a su familia en este triste día".  El primer ministro Kevin Rudd describió a Lady McMahon como una "distinguida representante de Australia... este es un día de gran tristeza".
Se estimó que su patrimonio valía $30 millones, en 2010, mayoritariamente compuesto por las propiedades de su esposo en Nueva Gales del Sur.